# Michail Pimenov
Michail Georgievitj Pimenov (ryska: Михаил Георгиевич Пименов), född 29 september 1937 i Moskva, är en rysk botaniker. 
Auktorsnamnet Pimenov kan användas för Michail Pimenov i samband med ett vetenskapligt namn inom botaniken; se Wikipediaartiklar som länkar till auktorsnamnet.